# 圣维克托雷
圣维克托雷（法語：Saint-Victoret，法語發音：[sɛ̃ viktɔʁɛ]）是法国罗讷河口省的一个市镇，属于伊斯特尔区。

## 地理
圣维克托雷（43°25'15"N, 5°14'0"E）面积4.73 平方千米，位于法国普罗旺斯-阿尔卑斯-蓝色海岸大区罗讷河口省，该省份为法国东南部沿海省份，北起沃克吕兹省，西接加尔省，南濒地中海，东临瓦尔省。
与圣维克托雷接壤的市镇（或旧市镇、城区）包括：日尼亚克拉内特、马里尼亚讷、莱佩讷米拉博、维特罗勒。

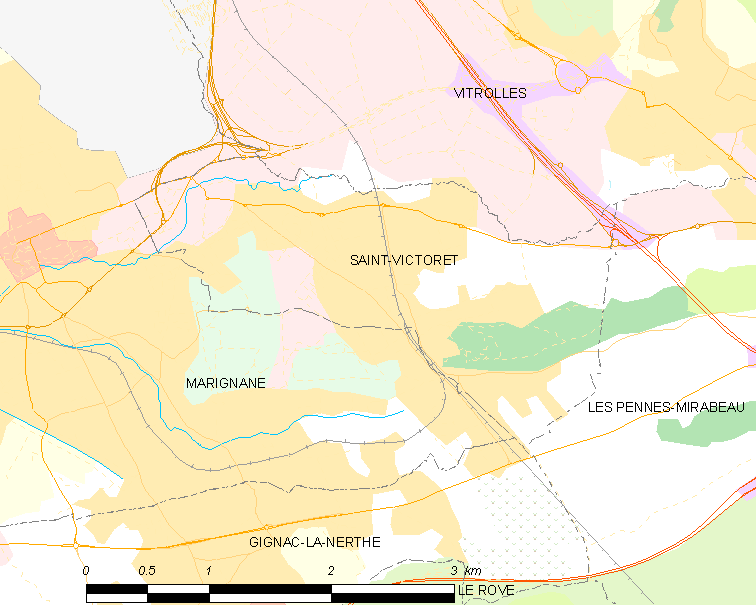
圣维克托雷的OSM定位图

圣维克托雷的时区为UTC+01:00、UTC+02:00（夏令时）。

## 行政
圣维克托雷的邮政编码为13730、13700，INSEE市镇编码为13102。

## 政治
圣维克托雷所属的省级选区为维特罗勒县。

## 人口

1962-2008年间圣维克托雷人口变化图示

圣维克托雷于2022年1月1日时的人口数量为6689人。